# Московский молодёжный театр Вячеслава Спесивцева
Моско́вский молодёжный теа́тр под руково́дством Вячесла́ва Спеси́вцева — государственное учреждение культуры города Москвы.

## История
Театр был образован в 1987 году. В 1990 году театр получил собственное здание и с тех пор находится в бывшем кинотеатре «Орёл» на углу московских улицы Руставели и Огородного проезда.

## О театре
Создатель и художественный руководитель — Вячеслав Спесивцев, который за свою жизнь создал три театра: студию «Гайдар» в Текстильщиках, Молодёжный театр-студия «На Красной Пресне» и Московский экспериментальный театр. Его называют учителем Геннадий Хазанов и Юрий Куклачёв, Владимир Мирзоев и Андрей Любимов. Спесивцев также сотрудничал со многими современными писателями: Валентином Распутиным, Василием Шукшиным, Борисом Васильевым, Чингизом Айтматовым, Жоржи Амаду, Венедиктом Ерофеевым. Однажды лауреат Нобелевской премии по литературе Габриэль Гарсия Маркес посетил репетицию спектакля Спесивцева «Осень патриарха», по своему одноимённому роману. После этого он дал разрешение Спесивцеву ставить на сцене спектакли по всем своим романам:
Разрешаю Вячеславу Спесивцеву делать с моими произведениями всё, что угодно, но только ему, в его театре.
Экспериментальность театра выражается в том, что в спектаклях задействованы представители разных возрастных категорий: не только профессиональные актёры, но и студенты театральных вузов России, и дети. При театре работают студии, в которых актёрскому мастерству, сценическому движению, вокалу, сценической речи, фехтованию, хореографии, акробатике обучают детей и подростков в возрасте от 8 до 18 лет. Некоторые наиболее талантливые дети затем продолжают обучение на курсе Спесивцева в Российском институте театрального искусства — ГИТИСе.
По мнению художественного руководителя театра Вячеслава Спесивцева, «театр должен воспитывать и поучать», поэтому в его репертуаре есть произведения на острые социальные темы: о проблемах детской преступности, наркомании, проституции, беспризорности. Вместе с тем, Спесивцев полагает, что задача театра — предотвратить следование зрителями отрицательному опыту персонажей на сцене, а не подтолкнуть их к повторению такого опыта.

## Проекты
Среди проектов театра:
- «Амнистия душа» — в спектаклях принимают участие юные правонарушители, отбывающие наказание в колониях для малолетних преступников. Задачей этого проекта ставится помочь исправиться оступившимся детям и подросткам. В фестивале принимают участие лауреаты региональных конкурсов «Амнистия души»[3].
- «Библия для детей» — проект включает в себя восемь спектаклей на библейские темы: «Сотворение мира», «Земля обетованная», «Царь Давид», «Царь Соломон», «Рождество», «Крещение», «Пасха — праздник жизни», «Книга жизни»[3].
- «Сказки народов мира» — детские спектакли, основанные на сюжетах африканских, бразильских, датских, индийских, российских, украинских, французских и других авторских и народных сказок[4].
- «Классика в классе» — показ спектаклей на основе входящих в школьную программу произведений в школах. Среди спектаклей — произведения на основе текстов Александра Сергеевича Грибоедова, Фёдора Михайловича Достоевского, Антона Павловича Чехова и других классиков литературы[5].
- «Славянский перекрёсток» — летний фестиваль искусств с показом спектаклей по произведениям классических авторов. Проходит в городе Новозыбкове, расположенном в месте слияния границ Белоруссии, России и Украины[5].
- «Онлайн-театр» — демонстрация через интернет спектаклей, в которых задействованы молодые люди из Америки, Африки, Европы, Индии, Китая, России и Японии. В числе исполнителей есть дети-инвалиды[5].
- «Я люблю тебя, Россия!» — проект с участием региональных художников, композиторов, режиссёров, сценаристов из разных городов России[6].